# Nanjinglele
Nanjinglele (Eigenschreibweise NanjingLELE bzw. NanjingLele)  war das offizielle Maskottchen der Olympischen Jugend-Sommerspiele 2014 in Nanjing.

## Beschreibung
Nanjinglele ist ein bunter Kieselstein. Das Motiv wurde gewählt, da die Gegend um Nanjing für ihre farbigen, an Edelsteine erinnernden Flusssteine aus dem Jangtsekiang bekannt ist. Diese Steine werden durch die Strömung geschliffen und poliert und schimmern dadurch in verschiedenen bunten Farben. Die Steine werden auch als „Rain-Flower Pebbles“ oder als „Riverstones“ bezeichnet. Die Farben des Maskottchens stehen für Enthusiasmus (rot), Selbstlosigkeit (blau), Motivation (gelb) und Lebenskraft (grün). Der Name wurde aus dem Namen des Austragungsortes Nanjing und der Silbe „lele“ gebildet. „Lele“ bedeutet im Chinesischen sinngemäß so viel wie Glück oder Freude, außerdem soll „lele“ das Geräusch veranschaulichen, welches zwei der Flusssteine beim Zusammenstoßen erzeugen. Mit der Wahl des Kieselsteins zum Maskottchen wollte das Organisationskomitee außerdem die Verbundenheit zwischen dem Sport und der Natur verdeutlichen.

## Entstehung
Um ein Maskottchen für die Spiele zu finden, rief das Organisationskomitee Anfang des Jahres 2012 einen landesweiten Designwettbewerb unter Jugendlichen aus. Insgesamt beteiligten sich über 1,2 Millionen Schüler und Studenten von mehr als 900 Schulen und Bildungseinrichtungen. Zum offiziellen Maskottchen kürte das Komitee den Entwurf des 25-jährigen Studenten Cui Xinye. Am 29. November 2012 wurde Nanjinglele mit einer offiziellen Veranstaltung der Öffentlichkeit präsentiert. Vorgestellt wurde das Maskottchen von den chinesischen Olympioniken Sun Yang, Huang Xu und Wu Jingyu.

## Sonstiges
Innerhalb Chinas konnte Nanjinglele große Bekanntheit erlangen, was unter anderem durch die weite Verbreitung vieler verschiedener Videoclips im chinesischen Internet gelang. Auch von der im Sommer 2014 international bekannt gewordenen ALS Ice Bucket Challenge wurde ein Video mit Nanjinglele veröffentlicht.
Im Vorfeld und während der Jugendspiele betrieb das Organisationskomitee einen offiziellen Youtube-Kanal. Auf diesem waren unter anderem über 20 Episoden der Serie Nanjinglele Fun TV zu sehen, in denen das Maskottchen zum Beispiel über die verschiedenen Wettkampfsportarten berichtet.
Als das chinesische Forschungstauchboot Jiaolong im Juli 2014 im nordwestlichen Pazifischen Ozean einen Tauchgang in über 5500 Meter Tiefe absolvierte, hatte es neben der olympischen Fackel und der Flagge der Jugendspiele auch eine Plüschfigur von Nanjinglele mit an Bord.